# 东方红21型柴油机车
东方红21型柴油机车是中国铁路使用的米轨柴油机车车型之一，适用于轨距为1000毫米的米轨铁路，由青岛四方机车车辆厂于1977年研制成功。

## 发展历史

### 背景
自从由法国殖民者在中国云南修建的滇越铁路于1910年通车，中国云南境内在历史上曾经先后有滇越铁路、叙昆铁路、滇缅铁路、蒙宝铁路支线等数条轨距1000毫米的法制米轨铁路出现。云南米轨铁路并曾经使用过十多种由各国制造的蒸汽机车，至1970年代初，蒸汽机车仍然是云南米轨铁路的主要牵引动力，但已逐渐淘汰到仅余几种型号，包括解放51型、KD52型、KD55型、DK51型等，这些米轨蒸汽机车大部分都已经使用数十年并严重老化，因危及行车安全而不宜继续使用，迫切需要替代车型。
1970年代初，青岛四方机车车辆厂先后而设计生产了援助坦赞铁路、轨距为1067毫米（英制米轨）的DFH1、DFH2型窄轨柴油机车，以及援助越南的DFH3型米轨柴油机车，同时又在DFH1型机车基础上研制了轴重仅有15吨的东方红2型准轨调车机车。由于四方机车车辆厂在液力传动窄轨柴油机车方面累计了较多经验，因此中华人民共和国铁道部于1976年决定将云南米轨铁路柴油机车的研制任务交给四方厂，并将其定型为东方红21型。

### 运用及改进
1977年，四方机车车辆厂试制了首两台东方红21型机车（001、002），交付昆明铁路局宜良机务段试用。经过一段时间的试运行，四方厂对机车在运用过程中发现的问题进行改进之后，东方红21型机车于1979年投入批量生产，设计图号为SFJ8；同年首批50台东方红21型机车，首先对当时宜良机务段的蒸汽机车全部进行了更换，开启了云南米轨铁路牵引动力内燃化进程。

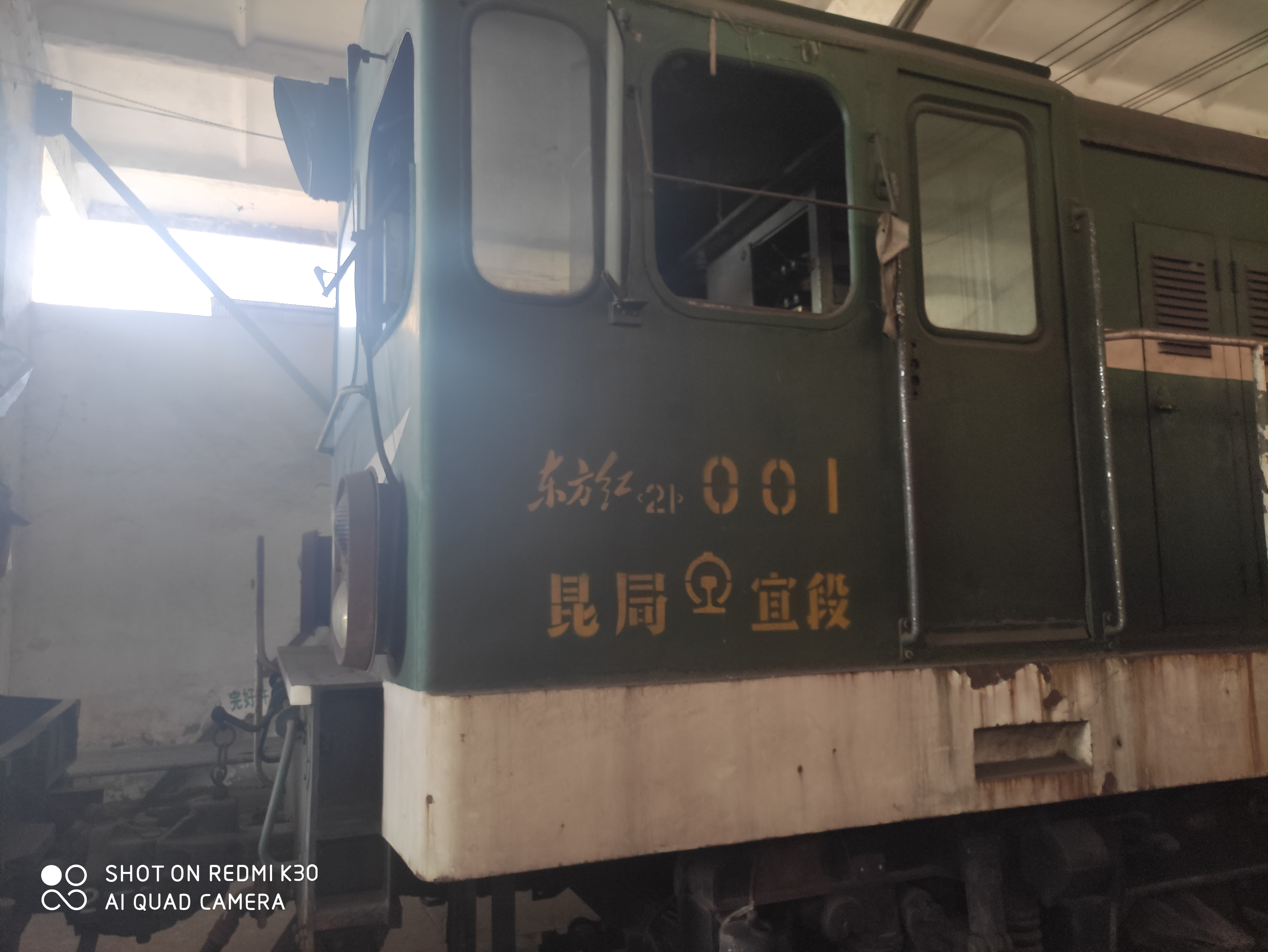
放置在昆明局开远运用车间实训库内东方红21型001号机车，配属标注仍为昆局宜段

至1982年，四方机车车辆厂根据运用部门的意见以及昆河铁路南段坡度大、气候炎热的特点，再次对机车进行了改进，包括取消其中一个司机操纵台、增加两组中冷散热器、加装液力制动器等；同年开始生产设计图号为SFJ11的东方红21型机车，第二批50台机车于1982年至1984年间配属开远机务段，替换了所有蒸汽机车。至1984年，四方机车车辆厂累计生产了102台东方红21型机车。
1988年，云南钢铁厂（后更名为昆明钢铁控股有限公司）向四方机车车辆工厂订购两台采用准轨转向架的东方红21型机车，编号为1001、1002。
自1980年代起，东方红21型机车一直是昆河铁路（原滇越铁路昆明至河口段）、昆石铁路（原滇缅铁路昆明至石咀的残余段）、蒙宝铁路的主力机车，担当所有客运、货运、调车任务。该型机车在云南米轨铁路运用情况良好，但仍然一直存在一些技术问题，包括车轮轮缘磨耗较大、柴油机穴蚀严重等。随着机车逐步老化，至1999年后陆续有20台东方红21型机车报废。由于东方红21型机车功率较小，成为提高米轨铁路运能的最大障碍之一，因此四方机车车辆厂根据铁道部要求，于2001年开始研制新一代采用电力传动的东风21型米轨柴油机车；铁道部原打算生产80台东风21型机车来替换所有东方红21型机车，但由于昆河铁路的存废去留悬而未决，昆明铁路局最终仅接收了12台东风21型机车。2001年，昆明局将一台车号为086的东方红21型机车改造，将机车最大运行速度提高至80km/h，并在2001年牵引多种米轨车辆进行动力学试验。

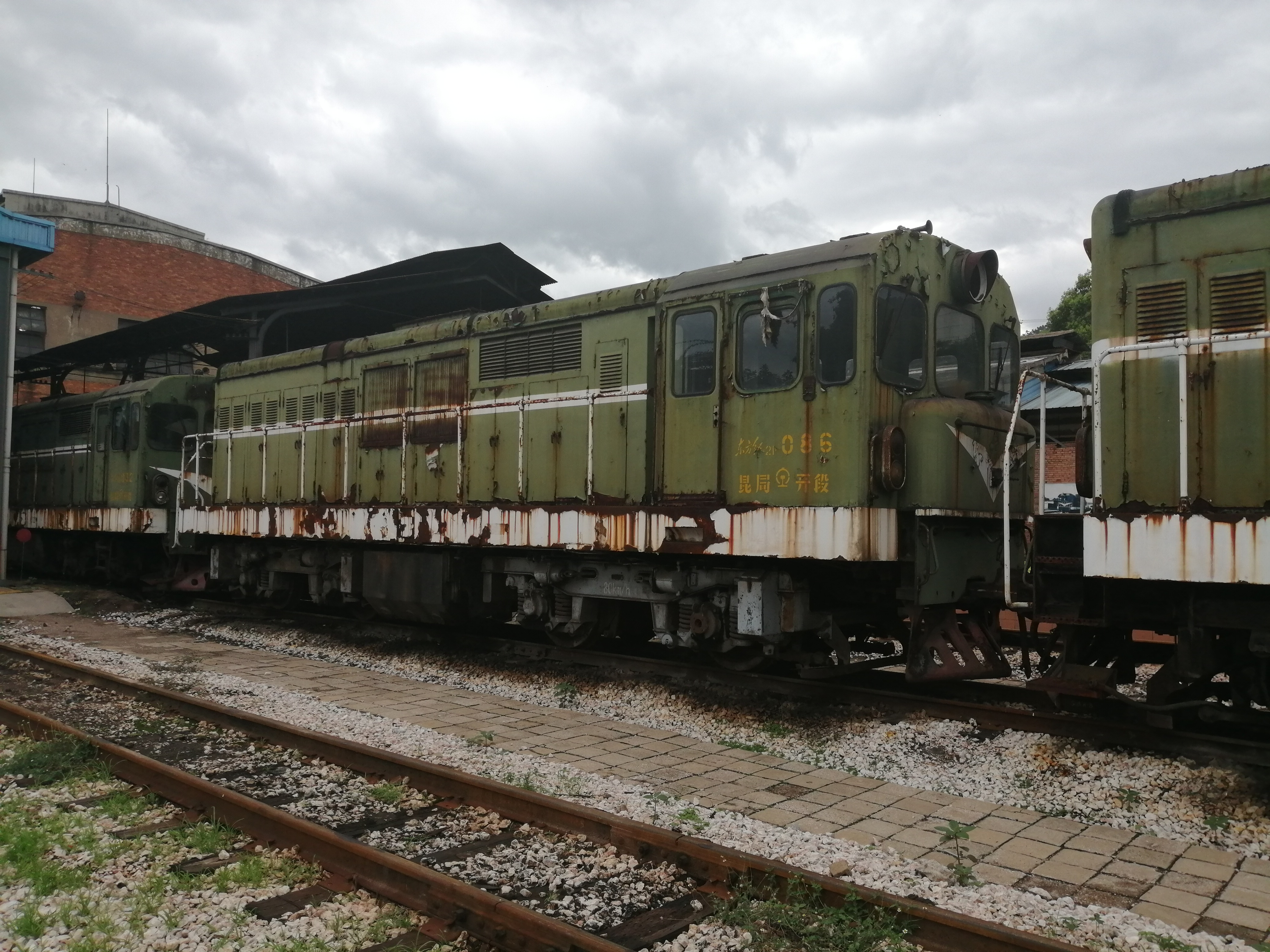
机车最大运行速度改造至80km/h的东方红21型086号机车

随着昆河铁路运量逐年萎缩，同时中国将大批二手的米轨机车车辆出口至越南及缅甸，至2010年代初昆明铁路局仅余下十多台东方红21型机车尚在运用。2010年3月，滇越米轨铁路通车100周年；同年10月30日，中国大陆最后一个米轨铁路机务段——开远机务段，被合并到昆明机务段。
截至2024年，昆明机务段共有15台左右东方红21机车尚在运用，其中101号机车涂装刷黑，命名为异龙号，专门用于牵引石屏至建水的观光列车。目前仍在运用的东方红21机车均加装了空调。

### 出口

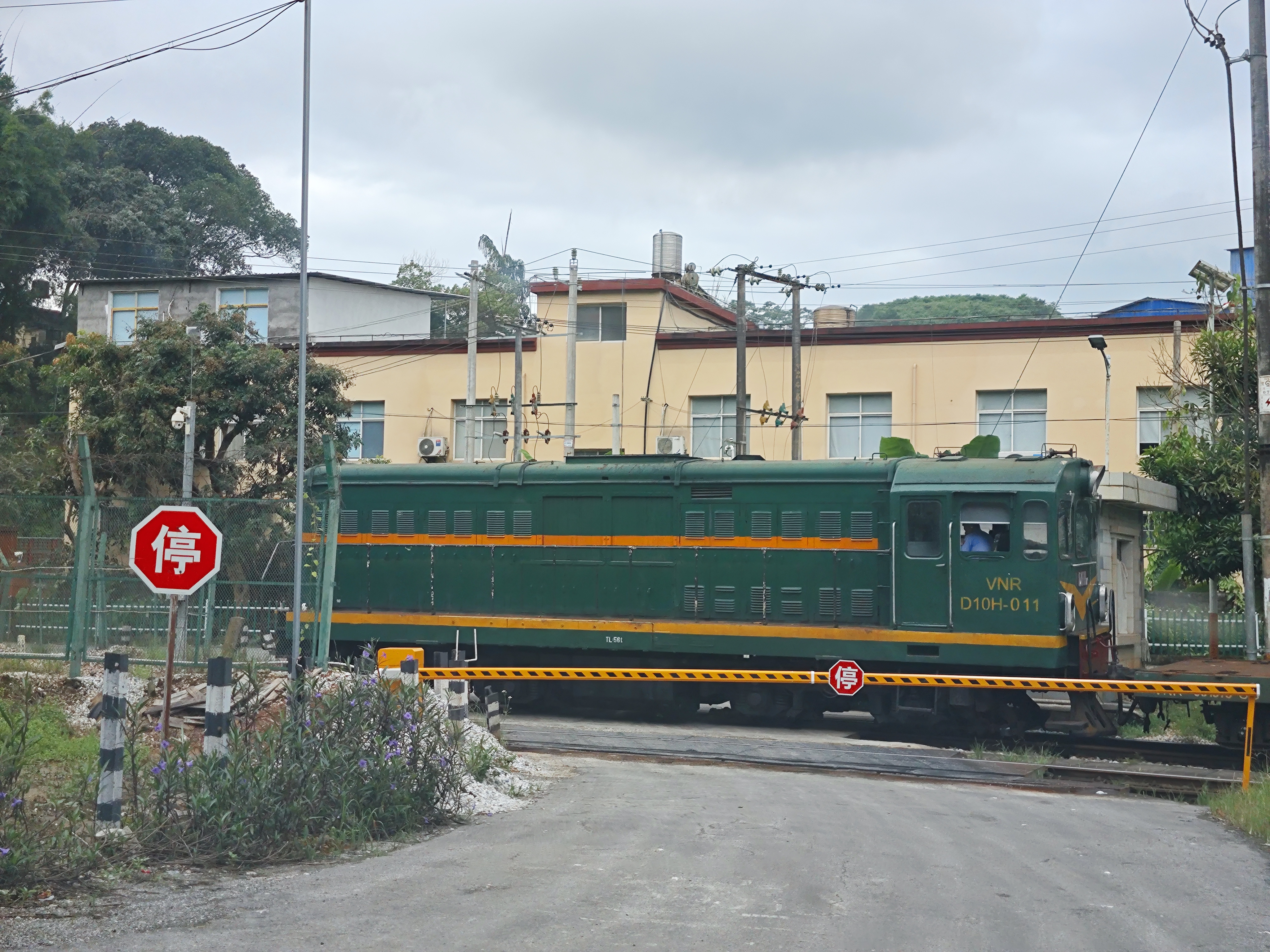
D10H-011号机车在山腰站

2006年，越南铁路部门向昆明铁路局购置了30台东方红21型机车，在越南铁路系统内定型为D10H型，其中“D”代表柴油机车、“10”代表1000马力、“H”代表液力传动。这批机车主要配属安沛机务段和河内机务段。在2009年，有10台东方红21型机车换装卡特彼勒公司3512B型柴油机。

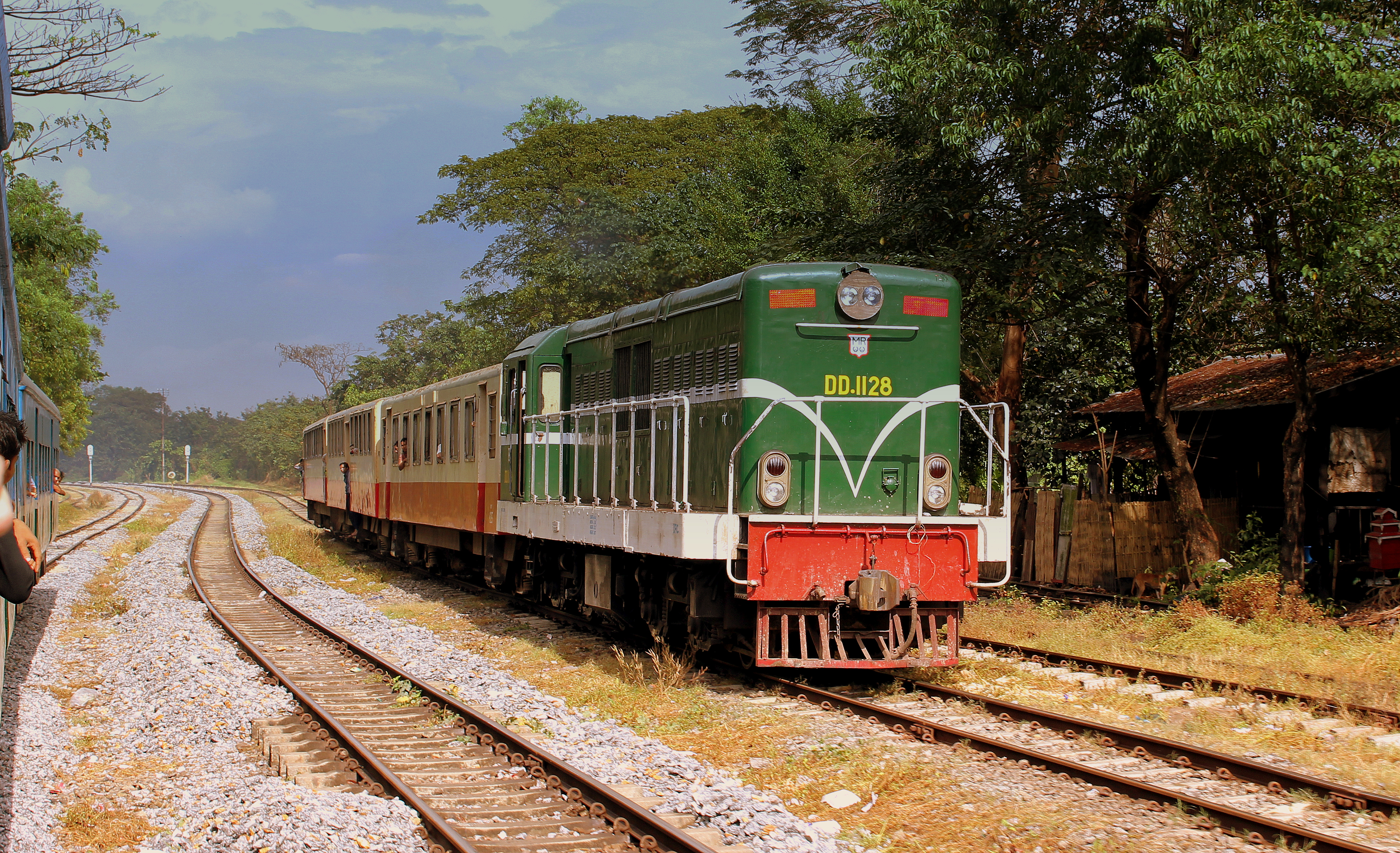
2013年在缅甸仰光环状线运转的前东方红21型

2009年8月，中国向缅甸铁路部门赠送了5台东方红21型机车、20辆客车车厢和200辆货车车厢。2010年9月，中国再次向缅甸赠送了30台东方红21型机车和21辆货车车厢，在缅甸铁路系统内，这批机车编为DD.1110型。目前，这批机车已经全部退役。

## 技术特点

### 总体布置
东方红21型柴油机车是1100马力液力传动米轨柴油机车，车体结构和总体布置与东方红2型准轨机车大致相同，但车体限界根据米轨铁路的要求作出了调整。机车采用外走廊式、主车架承载的机车车体，由前到后分别为司机室、动力室和冷却制动室三个部分。动力室内装有柴油机、空气滤清器、燃油泵等装置；冷却制动室内有一台两端输出的液力传动箱，并设有起动发电机、预热锅炉、空气压缩机、风缸等设备。东方红2型机车采用单机组结构，机车轴式B-B，最高运行速度50公里/小时，轴重15吨，总重60吨。

### 柴油机
机车装用一台12V180ZJA型柴油机，是在DFH系列、东方红2型、东方红3型柴油机车所使用的12V180ZJ型柴油机基础上，根据高原米轨铁路使用条件加装高压增压器的改进型，为12气缸、四冲程、废气涡轮增压的V型高速柴油机，额定转速为每分钟1500转，标定功率为1340马力（990千瓦），装车功率为1100马力（810千瓦）。

### 传动系统
东方红21型柴油机车的液力传动系统，主要包括液力传动箱、车轴齿轮箱、辅助传动装置、万向轴等。液力传动箱位于车体中部、机车冷却室下方，并通过四个弹性支座固定在机车车架上。柴油机通过万向轴将功率传递到液力传动箱，再从液力变速箱的两端输出法兰，以万向轴传给前后转向架上的车轴齿轮箱，从而驱动轮对。第一批机车装用SF2010Z-2A型液力变速箱，第二批机车装SF2010-2A型液力变速箱，除后者加装了液力制动器外其余部分完全相同。液力变速箱为多循环圆结构，内装一个BI型起动变扭器和一个BII型运转变扭器；其中起动变扭器适用于机车起动和低速工况，而运转变扭器适用于机车中、高速运转工况；机车运行过程中通过充排油换档；传动装置设计功率为1050马力（770千瓦）。

### 转向架
机车走行部为两台二轴转向架，采用钢板焊接箱型结构构架、轴箱拉杆式定位。一系悬挂为轴箱两侧螺旋弹簧配油压减振器，不设二系悬挂，转向架以滑动摩擦旁承承载车体重量。牵引力和制动力通过中心销传递。

## 车辆保存
- 东方红21型001号机车，2014年5月交付位于云南省昆明市的云南铁路博物馆保存展示（该机车为改号机车，原车号不明）；
- 东方红21型046号机车，退役后，由昆明铁路局转赠予兰州交通大学。
- 东方红21型089号机车，退役后，于2013年10月由昆明铁路局转赠予西南交通大学，作为教学机车，现位于犀浦校区校史馆内[9]。
- 东方红21型081号机车，退役后，原一直放置在昆明局原小石坝站的昆明机车厂内，后于2020年8月送至昆明机务段作为保存展示（此车为改号机车，原车号为009）。